# Zindzi Mandela
Pour les articles homonymes, voir Mandela (homonymie).
Zindziswa Mandela ou Zindzi Mandela-Hlongwane, née le 23 décembre 1960 à Soweto et morte le 13 juillet 2020 à Johannesbourg, est une diplomate et poète sud-africaine, fille des militants et politiciens anti-apartheid Nelson Mandela et Winnie Madikizela-Mandela. Zindzi est la plus jeune et la troisième et dernière fille de Nelson Mandela. Elle est la sœur de Zenani Mandela. 
De 1996 à 1998, elle assure le rôle de « Première dame » d'Afrique du Sud pendant la présidence de Nelson Mandela (1994-1999). Elle est ambassadrice de son pays au Danemark de 2015 à 2019.     

## Jeunesse
Zindzi Mandela naît le 23 décembre 1960 à Soweto, dans ce qui est alors l'Union sud-africaine, de Nelson et Winnie Mandela,,. L'année de sa naissance est aussi l'année où le Congrès national africain (African National Congress ANC) lance sa branche armée. Ses parents sont recherchés par le gouvernement. Au moment où son père est envoyé en prison, elle a 18 mois. Durant sa jeunesse, elle est souvent confiée à sa sœur aînée Zenani Mandela, lorsque sa mère est envoyée en prison pendant plusieurs mois.  
En 1973, Zindzi Mandela à 12 ans lorsqu'elle écrit au secrétaire général des Nations unies — qui est alors l'Autrichien Kurt Waldheim — et au Comité international de la Croix-Rouge de placer sa mère sous protection. Sa mère, est bannie dans l'État libre d'Orange en 1977 et elle va vivre avec elle là-bas. Elle n'est pas en mesure d'achever ses études jusqu'à ce qu'elle soit envoyée au Swaziland à l'internat Waterford Kamhlaba College. Finalement, sa mère est autorisée à retourner à Soweto. Ensuite Zindzi étudie le droit à l'université du Cap, où elle obtient sa licence en 1985,.  
Nelson Mandela, son père, se voit offrir une libération conditionnelle en 1985 par le président de la république d'Afrique du Sud de l'époque, PW Botha. Il choisit sa fille Zindzi Mandela comme porte-parole pour lire son refus de cette proposition, lors d'un rassemblement public à Soweto, le 10 février 1985,,.   

### Poète
Ses poésies sont publiées en 1978 dans le livre Black as I Am, ouvrage illustré avec des photographies de Peter Magubane. Elle figure dans des publications comme Somehow We Survive: An Anthology of South African Writing édité par Sterling Plumpp et Daughters of Africa édité par Margaret Busby,.   

### Ambassadrice
Zindzi Mandela est nommée ambassadrice d'Afrique du Sud au Danemark en 2014. Elle arrive dans ce pays pour la première fois en juin 2015. En juin 2019, alors qu'elle est en poste au Danemark, son compte Twitter publie une série de tweets au libellé de plus en plus fort, dans lesquels elle parle de « lâches blancs tremblants qui sont les descendants violeurs et voleurs de Jan van Riebeeck [sic] » et de « visiteurs non invités qui ne veulent pas partir », ce qui suscite une importante controverse,. The South African indique que ce compte Twitter, bien qu'étant probablement celui de Zindzi Mandela, n'est pas formellement identifié comme son compte officiel. Elle a précédemment exprimé ce mois-là son « amour et son respect inconditionnels profonds et purs » pour Julius Malema, le CIC (leader) du parti politique des Combattants de la liberté économique (Economic Freedom Fighters, EFF).  
Alors qu'elle fait l'objet d'une enquête du Ministère des Affaires étrangères d'Afrique du Sud pour ses publications sur les réseaux sociaux, Mandela reste provocante, tweetant que « Je ne suis comptable devant aucun homme ou femme blanche de mes opinions personnelles. Pas de missus ni de baas ici. Passez à autre chose. ». Ces tweets sont publiés avec le hashtag  #OurLand. La ministre des Affaires étrangères, Naledi Pandor, lui ordonne de « se conduire comme une diplomate » et de se conformer à la politique du département en matière de médias sociaux. L'ancien président Thabo Mbeki se dit préoccupé par les déclarations de Zindzi Mandela. Les opinions de cette dernière sont décrites comme un discours de haine par Mavuso Msimang, un ancien combattant du Congrès national africain (African National Congress ANC) ). Cependant, ses opinions sont soutenues par l'EFF et par le Premier ministre du KwaZulu-Natal, Sihle Zikalala. Ses tweets sont publiés vers la fin de son mandat de quatre ans comme ambassadrice au Danemark. 
Au moment de sa mort, elle était désignée pour prendre un poste d'ambassadrice au Liberia, une affectation décrite par les membres de la famille comme une « punition » pour ses tweets controversés sur la réforme foncière en 2019.      

## Vie privée et mort
Zindzi Mandela s'est mariée deux fois et a quatre enfants : Zoleka Mandela (1980-2023), Zondwa Mandela (1985), Bambatha Mandela (1989) et Zwelabo Mandela (1992). Son premier mari (1992) se nomme Zwelibanzi Hlongwane. Elle épouse son deuxième mari, Molapo Motlhajwa, un membre de la Force de défense d'Afrique du Sud, en mars 2013
Elle aurait accepté d'organiser un match de boxe entre Floyd Mayweather et Manny Pacquiao à la date anniversaire de son père en 2011. Le match n'a finalement pas lieu et la promotrice de boxe, Duane Moody, poursuit Zindzi Mandela avec succès devant un tribunal américain, qui la condamne à payer 4,7 millions de dollars, plus les frais, en dommages-intérêts. On s'attendait à ce que Mandela-Hlongwane fasse appel.  
Zindzi Mandela meurt le 13 juillet 2020 dans un hôpital de Johannesbourg à l'âge de 59 ans,. Son fils révèle qu'elle est testée positive au COVID-19 le jour de sa mort,. Sa famille attend un rapport d'autopsie qui conclura à la cause de son décès. Elle est enterrée à côté de sa mère au Fourways Memorial Park, le 17 juillet 2020, la veille du 102e anniversaire de son défunt père.

## Portraits
- Dans le téléfilm de la BBC en 2009, Mrs Mandela, le personnage de Zindzi est joué par Refilwe Pitsoe[34].
- Bonnie Henna interprète Zindzi dans le film Invictus (2009)[34].
- Xoliswa Sithole interprète Zindzi dans le téléfilm Mandela (1987)[35].